# 張星 (正德進士)
張星（1490年—？），字子陽，號桂濱，廣西桂林中衛人，軍籍，明朝政治人物。

## 生平
正德八年（1513年）癸酉科廣西鄉試第三十八名舉人，十二年（1517年）中式丁丑科會試第一百四十七名，三甲第四十九名進士。選翰林院庶吉士。十四年八月授翰林院检讨，嘉靖四年以《武宗实录》修成，晋编修。六年九月为副使，持节册封伊府济源王朱訏淳为伊王。八年四月充《大明会典》纂修官。九年九月升国子监司业，丁忧。服阕，十四年六月復除南京国子监司业，七月改北京国子监司业，十一月升南京太常寺少卿，十七年八月改太常寺少卿提督四夷馆，未任，母喪歸乡，卒于家。

## 家族
曾祖張仲和；祖父張□通；父張□□，母雷氏。慈侍下。